# São Raimundo EC (RR)
Az São Raimundo Esporte Clube, röviden São Raimundo (RR), egy 1963. február 3-án alapított brazil labdarúgócsapat. Székhelye Boa Vista. Roraima állam első osztályú bajnokságában és az országos bajnokság negyedik vonalában, a Série D-ben szerepel.

## Sikerlista

### Állami
- 9-szeres Roraimense bajnok: 1977, 1992, 2004, 2005, 2012, 2014, 2016, 2017, 2018

## Játékoskeret
2014. szeptember 2-től
| # |     | Poszt | Név           |
| - | --- | ----- | ------------- |
|   | BRA | K     | Kleyton       |
|   | BRA | K     | Leonay        |
|   | BRA | V     | Sapo          |
|   | BRA | V     | Jeovane       |
|   | BRA | V     | Patrick       |
|   | BRA | V     | Evandro       |
|   | BRA | V     | Lenon         |
|   | BRA | V     | Cuscus        |
|   | BRA | V     | Siri          |
|   | BRA | V     | Richard       |
|   | BRA | KP    | Welington Boi |
|   | BRA | KP    | Eduardo Lima  |
|   | BRA | KP    | Artêmio       |
|   | BRA | KP    | Ygor          |

| # |     | Poszt | Név                  |
| - | --- | ----- | -------------------- |
|   | BRA | KP    | Hitalo               |
|   | BRA | KP    | Kelvyn               |
|   | BRA | KP    | João Paulo           |
|   | BRA | KP    | Luan                 |
|   | BRA | KP    | Kaio                 |
|   | BRA | KP    | Gabriel              |
|   | BRA | KP    | Duilio               |
|   | BRA | CS    | Gilson               |
|   | BRA | CS    | Rafael               |
|   | BRA | CS    | Dionathas Careca     |
|   | BRA | CS    | Jonas                |
|   | BRA | CS    | Enival               |
|   | BRA | CS    | Dhyefersson Sabonete |